# Adlai Stevenson I
Adlai Ewing Stevenson I (23 de outubro de 1835 — 14 de junho de 1914) foi um político dos Estados Unidos, sendo o 23º Vice-presidente do país, na administração de Grover Cleveland. Deteve outros cargos políticos, sendo membro da Câmara dos Representantes. O seu neto Adlai Stevenson II foi candidato à presidência em duas ocasiões.

## Carreira
Após sua nomeação como assistente geral dos correios dos Estados Unidos durante a primeira administração de Grover Cleveland (1885-1889), ele demitiu muitos funcionários republicanos dos correios e os substituiu por democratas do sul. Isso lhe rendeu a inimizade do Congresso controlado pelos republicanos, mas fez dele um favorito como companheiro de chapa de Grover Cleveland em 1892, e ele foi eleito vice-presidente dos Estados Unidos.
No cargo, ele apoiou o lobby da prata livre contra os homens do padrão-ouro como Cleveland, mas foi elogiado por governar de maneira digna e não partidária.

Em 1900, ele concorreu a vice-presidente com William Jennings Bryan. Ao fazer isso, ele se tornou o quarto vice-presidente ou ex-vice-presidente a concorrer a esse cargo junto com dois candidatos presidenciais diferentes (depois de George Clinton, John C. Calhoun e Thomas A. Hendricks). Stevenson era o avô de Adlai Stevenson II, governador de Illinois e candidato presidencial democrata fracassado em 1952 e 1956 .